# 伊藤孝次
伊藤 孝次（いとう こうじ、1878年〈明治11年〉6月 - 1936年〈昭和11年〉8月24日）は、日本の海軍軍人。最終階級は海軍造機中将。

## 経歴
京都府で伊藤正信の四男として生まれる。
1903年、東京帝国大学工科大学舶用機関科を卒業し、海軍中技士となる。海軍機関学校教官などを経て、1923年（大正12年）佐世保海軍工廠造機部長となる。1925年（大正14年）には神戸艦政本部監督官となる。1929年（昭和4年）海軍中将となり広海軍工廠長を務めた。
昭和5年、海軍技術研究所長兼海軍技術会議員に就任した。
昭和11年8月24日卒去。墓所は谷中霊園乙10号17側（後ろは来島恒喜墓所）にあったが、官報により無縁墳墓の届けが出され、数年後施主と連絡がつかなかったため撤去された。

## 親族
- 妻 ふき - 明治25年5月生。東京府士族山縣俊夫の妹
- 男 夏生 - 大正9年5月生
- 義弟 島崎廉平 - 海軍主計少将